# Калифорнии

Мексика в 1847 году. Верхняя Калифорния закрашена жёлтым, Нижняя Калифорния — синим

Калифорнии (исп. Las Californias, англ. The Californias) — земли на северо-западе вице-королевства Новая Испания.
В XVII веке миссионеры-иезуиты стали основывать в этих местах миссии и крестить индейцев. Испанское правительство поддерживало эти усилия и размещало там военные гарнизоны, но гражданская власть оставалась в руках иезуитов вплоть до роспуска ордена иезуитов в 1768 году. В юридических аспектах эти земли подчинялись Аудиенсии Гвадалахары.
В 1768 году Калифорнии стали частью Генерал-комендантства Внутренних Провинций. В связи с ростом испанского населения в северной части этих земель, в 1804 году Калифорнии были разделены на Верхнюю (Alta) и Нижнюю (Baja) Калифорнии. В связи с низкой плотностью населения, после образования в 1821 году независимой Мексики они стали территориями, а не штатами.
В результате американо-мексиканской войны 1846—1848 годов, по договору Гвадалупе-Идальго Верхняя Калифорния отошла США, и ею стали управлять военные губернаторы. Президент Джеймс Полк попытался в 1848 и 1849 годах провести через Конгресс закон о придании Верхней Калифорнии статуса территории, но не преуспел в этом из-за спора о том, сколько в стране должно быть рабовладельческих штатов и сколько — нерабовладельческих. Поэтому жители западной части Верхней Калифорнии самостоятельно избрали правительство, написали Конституцию, и в 1849 году подали заявку на вступление в состав США в качестве штата. В итоге был принят компромисс 1850 года, и Калифорния стала 31-м штатом США; оставшаяся часть Верхней Калифорнии вошла в состав США как Территория Юта.
Территория Нижняя Калифорния была в 1931 году разделена мексиканским правительством на две части: Территория Север Нижней Калифорнии, и Территория Юг Нижней Калифорнии. Северная часть в 1952 году была преобразована в штат Нижняя Калифорния, а южная — в 1974 году в штат Южная Нижняя Калифорния.